# آني لوف
آني ماري تيريز لوف (بالسويدية: Annie Marie Therése Lööf) هي سياسية سويدية ولدت في يوم 16 يوليو 1983 في بلدة فارنامو في سمولاند في السويد، هي حالياً زعيمة حزب الوسط السويدي وهي أيضاً إحدى عضوات البرلمان السويدي، شغلت في السابق منصب وزيرة النقل والإسكان في حكومة فريدريك رينفلت من سنة 2011 إلى سنة 2014.

## روابط خارجية
- آني لوف على موقع IMDb (الإنجليزية)
- آني لوف على موقع مونزينجر (الألمانية)